# Esporopolenina

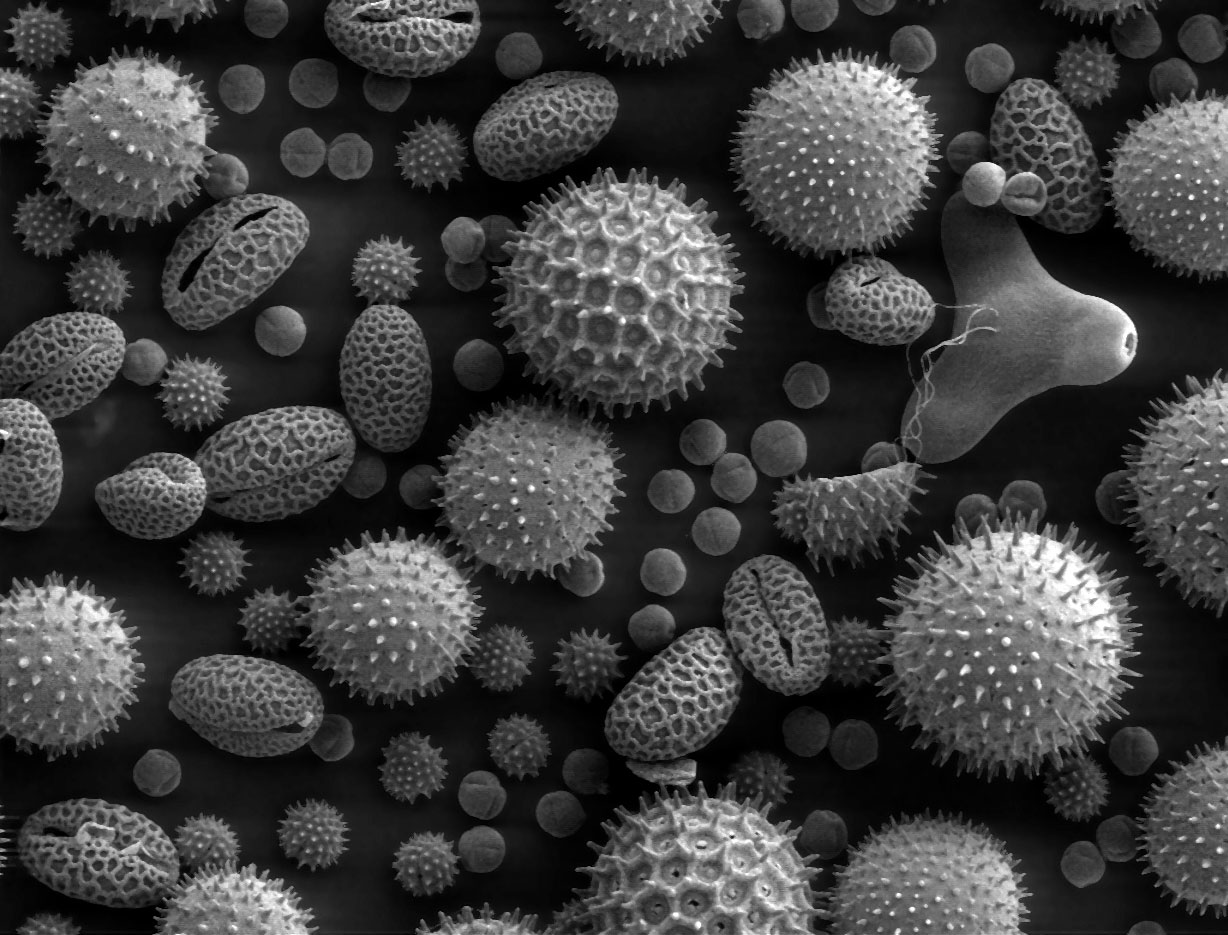
Imagen SEM de granos de polen.

La esporopolenina (en inglés Sporopollenin) es un politerpeno impermeable resistente a los agentes químicos que se encuentra en la pared de las esporas y la exina del grano de polen. Es de hecho el componente mayoritario de las mismas. Su estabilidad química es muy elevada por lo que se conserva bien en los sustratos y sedimentos donde puedan depositarse los granos de polen. La capa exterior de exina tiene frecuentemente intrincados patrones de diseño (ver imagen a la derecha), lo que permite usar el material recuperado de sedimentos recientes o antiguos para su estudio palinológico sobre las poblaciones de plantas y hongos en el pasado.
La composición química de la esporopolenina no se conoce con exactitud, debido a su inusual estabilidad química y resistencia a la degradación por enzimas y por agentes químicos fuertes. Los análisis químicos revelan la existencia de una mezcla de biopolímeros, conteniendo principalmente cadenas largas de ácidos grasos, fenil-propanoides, fenoles y trazas de carotenoides. Experimentos con marcadores han revelado a la fenilalanina como su principal precursor pero tiene carbón molecular proveniente de otras fuentes. Puede decirse que la esporolenina deriva de diversos precursores que están vinculados químicamente para formar una estructura rígida. 
Análisis de microscopía electrónica revelan que las células superficiales que rodean el grano de polen en formación en las anteras tienen un sistema secretor altamente activo que contiene vesículas lipofílicas. Se cree que estas vesículas contienen los precursores de la esporopolenina. Algunos inhibidores químicos del desarrollo de los granos de polen así como mutágenos que afectan a la esterilidad del polen tiene efectos probados sobre la secreción de estas vesículas en las células.